# Labă de înot
Labele de înot sunt piese de bază ale echipamentului de scufundare folosite de un scafandru pentru sporirea vitezei de deplasare sub apă.
În anul 1930, francezul Louis Le Corlieu inventează labele de înot din cauciuc pentru salvamariștii de pe Coasta de Azur. Louis Le Corlieu le brevetează în anul 1935 mai întâi in Franța apoi în S.U.A.. Labele de înot au dat un plus de mobilitate scafandrului, acesta având posibilitatea să înoate pe distanțe mari și pe perioade de timp lungi. 

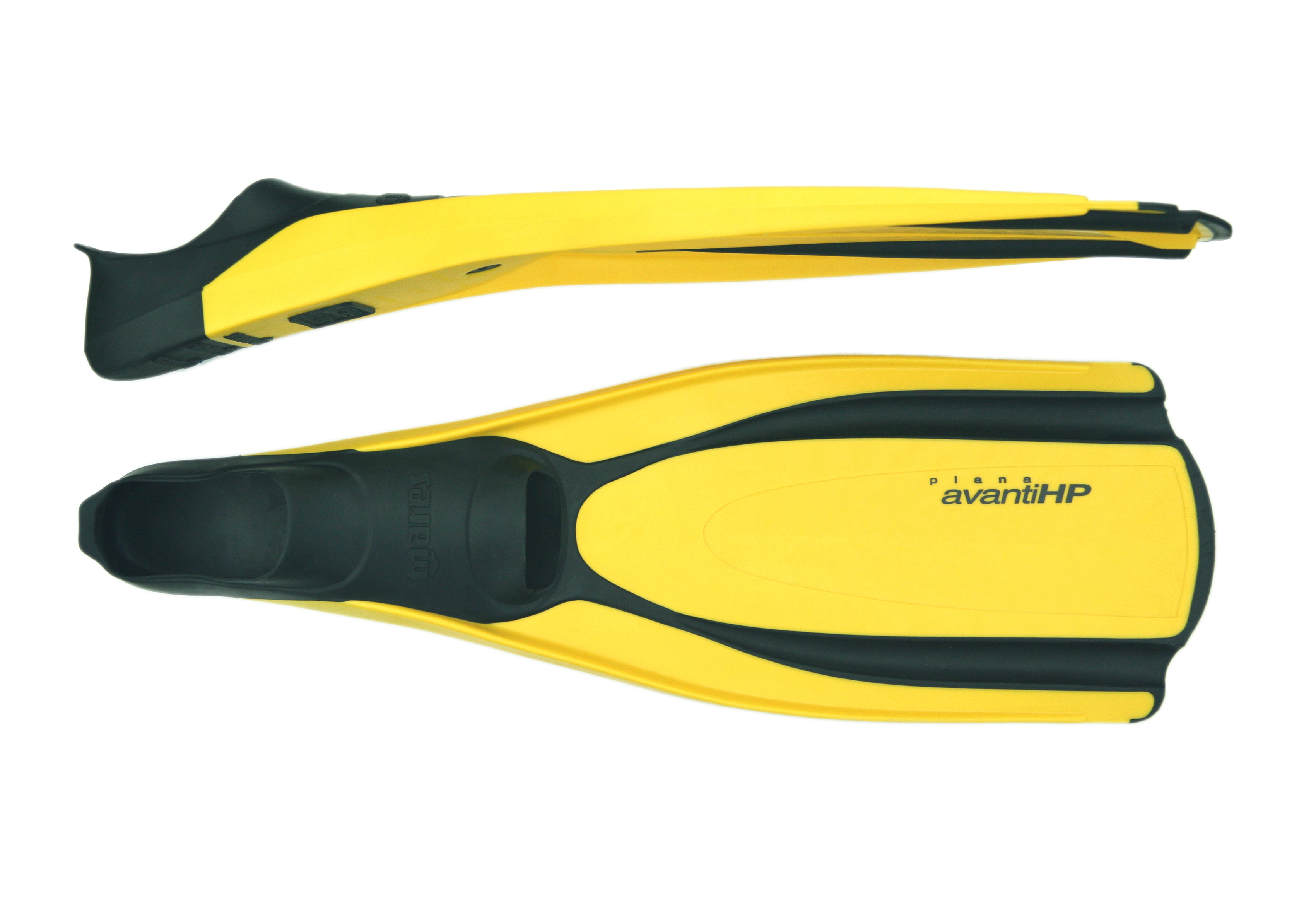
Labe de înot cu călcâi

Există o mare varietate de labe de înot: profesionale sau de amatori, mai rigide sau mai elastice, demontabile sau nu, pentru ambele picioare (monolabe sau labele utilizate la înotul subacvatic în stil delfin), cu suprafață mai mare sau mai mică etc.
În general, labele de înot se pot împărți în două mari categorii: 
- labe cu călcâi (cu talon)
- labe cu baretă reglabilă.

Labele cu călcâi sunt confecționate ca niște pantofi de cauciuc cu lame atașate, de diferite mărimi. 

Labele cu baretă reglabilă sunt confecționate în patru mărimi: mică, medie, mare și foarte mare.

Labele care au lame rigide și mari pot asigura o forță de înaintare mai mare decât cele care au lame mici și mai elastice dar, pentru manevrarea lor pe perioade lungi de timp, este necesar ca scufundătorul să aibă picioare puternice și să fie bine antrenat. 

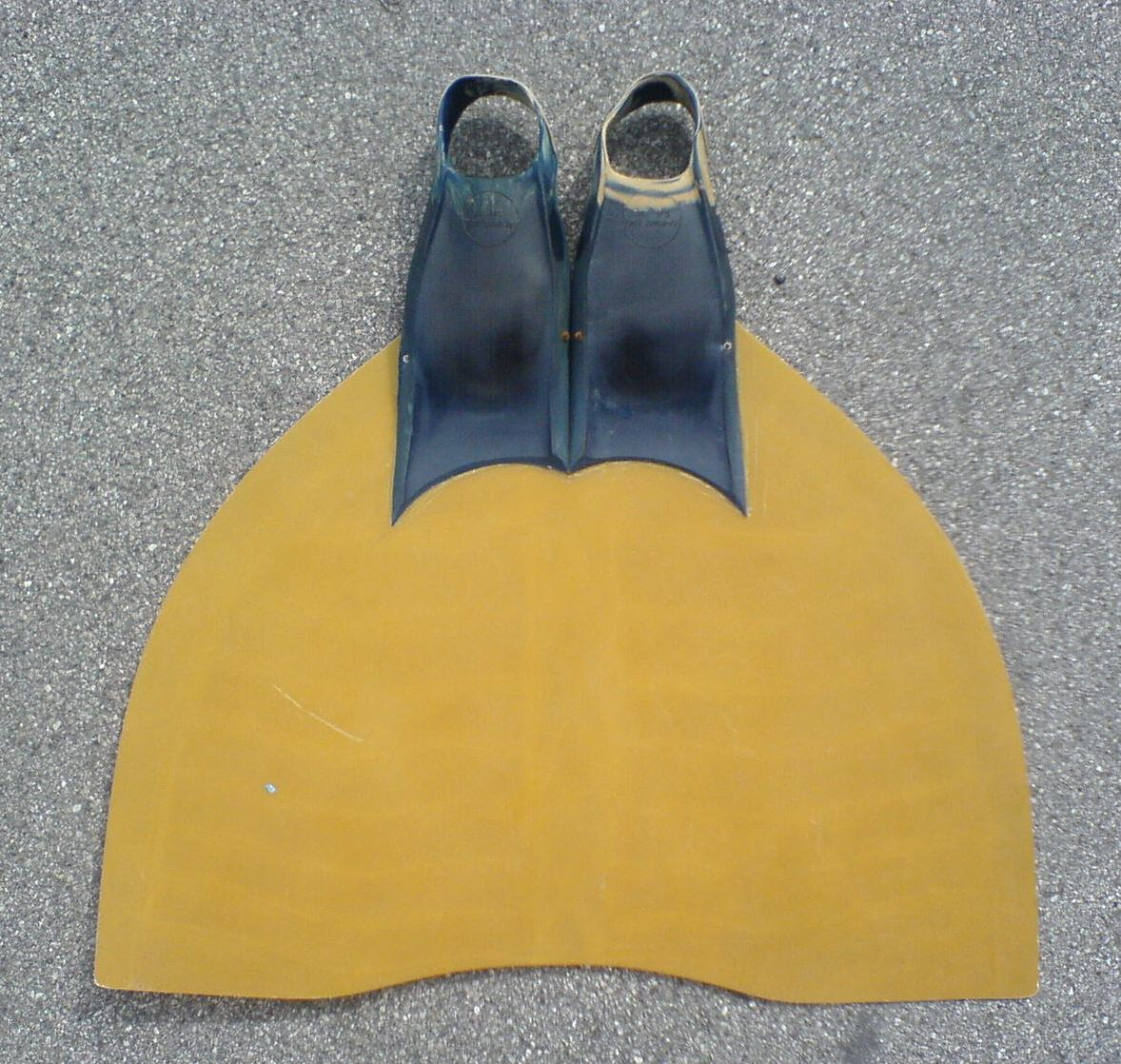
Labe pentru înot stil delfin (monolabe)

Labele de înot cu lamă lungă (60 cm) sunt recomandate pentru scufundările în apne la adâncime mai mare deoarece au o suprafață de propulsie mai mare.

Aceste labe au fost folosite pentru prima dată în Rusia, în prezent fiind utilizate aproape în exclusivitate de scufundătorii în apnee. Lama acestora este fabricată din fibre de sticlă cu carbon ceea ce le conferă o mare suplețe, putere de înaintare și rezistență.
Labele de înot cu o singură lamă, pentru ambele picioare (monolabe sau hyperfin) au fost concepute în Rusia la sfârșitul anilor '60 și deși destinația inițială a fost înotul de viteză la suprafață sau înot subacvatic, în stilul delfin, ele sunt din ce în ce mai folosite și de scufundătorii în apnee, datorită puterii mai mari de propulsie. 

Aceste labe de înot au lungimea de 70 ... 76 cm și lățimea de aproximativ 60 cm și sunt confecționate din fibre de sticlă sau fibre de carbon.

### Elemente constructive
- Materialul - Labele de înot confecționate din cauciuc sau din silicon sunt durabile și se pot întreține ușor.
- Flotabilitatea - Labele de înot pot avea flotabilitate pozitivă, negativă sau nulă. Pentru scufundări în ape adânci și cu vizibilitate redusă, labele cu flotabilitate pozitivă sau nulă sunt de preferat, deoarece permit recuperarea lor în cazul scăpării accidentale din picior. Pentru scufundări în ape puțin adânci și cu vizibilitate mare, pot fi utilizate și labele cu flotabilitate negativă.

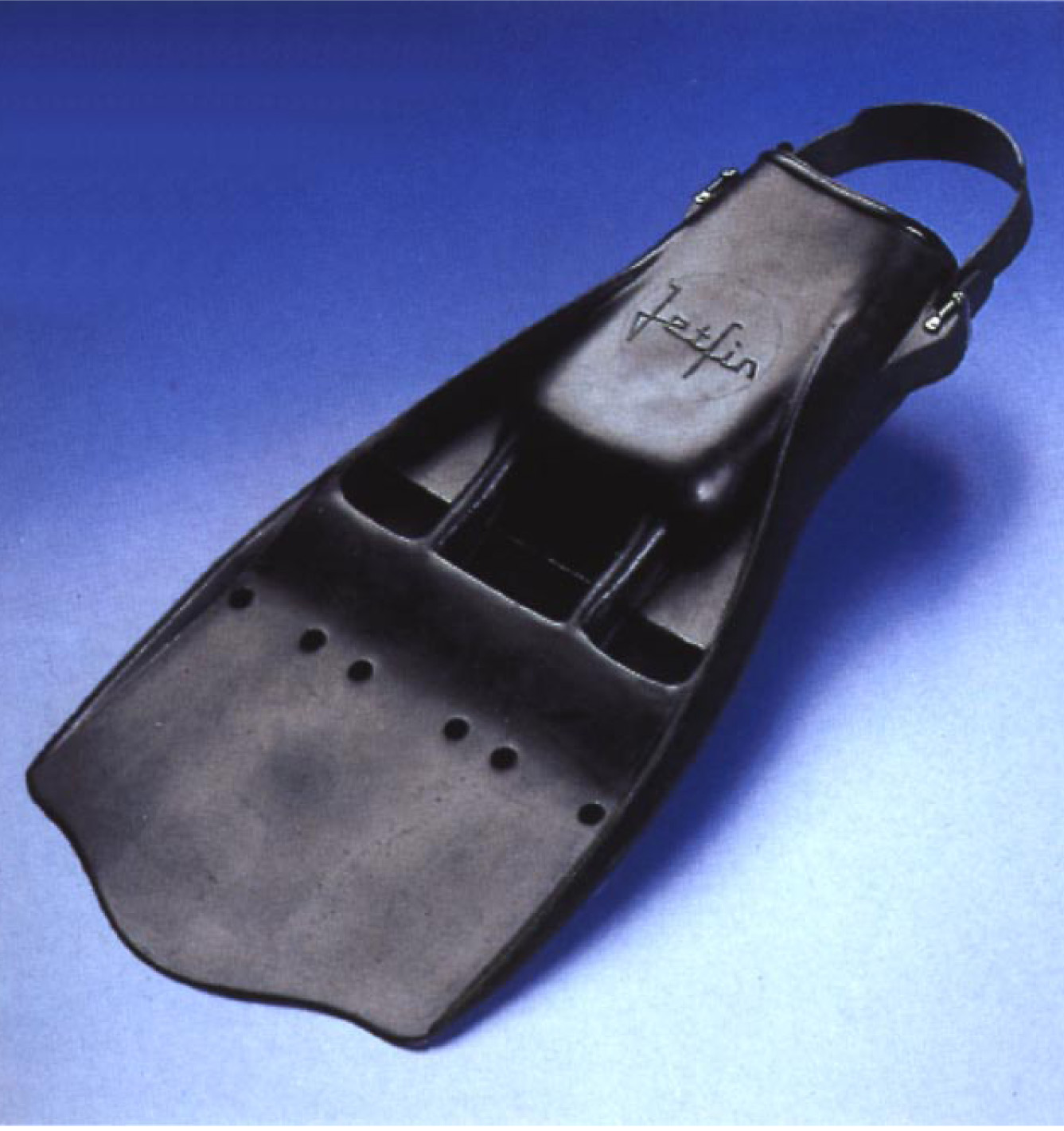
Labe de înot cu baretă reglabilă şi canale pentru jet de apă

- Bareta reglabilă - Labele de înot cu baretă reglabilă prezintă avantajul că pot fi ajustate pe picior. Labele de înot cu baretă reglabilă se folosesc numai cu cizmulițe din neopren, atât în ape reci cât și în ape calde, deoarece neoprenul oferă protecție termică piciorului și împiedică producerea de rosături ale pielii.
- Canalele pentru jet de apă - Aceste canale sau derivoare cu care sunt prevăzute unele tipuri de labe de înot au rolul de a direcționa curgerea apei prin laba de înot și de-a lungul ei, spre capăt. Acest tip de labe reduc efortul scafandrului și conferă o forță de înaintare crescută.

### Folosirea labelor de înot
La înotul subacvatic cu labele, se pot folosi diverse procedee numite și bătăi ale picioarelor și anume:
- Bătaia standard - Acesta este cel mai întâlnit procedeu de înot subacvatic cu labele. Picioarele sunt ținute cât mai întinse, executând o mișcare alternativă în sus și în jos și imprimând o viteză mare și constantă. Cu cât viteza de înaintare este mai mare, cu atât crește rezistența apei și se consumă mai multă energie. Brațele scafandrului sunt ținute de-a lungul corpului pentru a reduce rezistența la înaintare sau, unul din brațe sau amândouă brațele, sunt ținute în față pentru a proteja scafandrul de eventualele obstacole atunci când vizibilitatea este redusă. Atunci când se înoată cu acest procedeu la suprafață, picioarele cu labele de înot trebuie ținute sub apă, pentru a avea o eficiență cât mai bună a înotului.
- Bătaia foarfecă - Acest procedeu de înot este folosit mai mult ca o variație, corpul fiind poziționat pe o parte. Picioarele se desfac, apoi se apropie cu putere ca o foarfecă până când ajung paralele. Urmează o pauză de alunecare, urmată de reluarea acelorași mișcări. La acest procedeu, mișcarea picioarelor se execută în plan orizontal.
- Bătaia broască - Acest procedeu presupune o bătaie a picioarelor ca la stilul de înot bras. El este mai puțin folosit în scufundare, dar oferă o variație în folosirea mușchilor și permite o pauză după fiecare bătaie. Picioarele sunt aduse într-o poziție asemănătoare picioarelor unei broaște, iar apoi sunt împinse energic, asigurând o forță de înaintare uniformă. Mișcarea picioarelor se va relua înainte ca înaintarea să înceteze.
- Bătaia delfin - Acest procedeu de înot imită mișcările ondulatorii ale delfinului. Mișcarea se începe din poziție orizontală prin îndoirea ușoară a genunchilor, după care se aduc picioarele în jos cu o mișcare energică, prin îndreptarea acestora și îndoirea ușoară a corpului de la mijloc. Apoi, se aduc picioarele din nou sus prin îndoirea ușoară de la genunchi, în același timp îndreptând corpul de la mijloc și arcuind spatele. Astfel, scufundătorul înaintează printr-o mișcare asemănătoare unui val, ca și un delfin. În cazul pierderii accidentale a unei labe pe timpul înotului în procedeul standard, foarfecă sau broască, laba rămasă nu poate compensa mișcarea celei pierdute, datorită interacțiunii celor două labe de înot la transformarea mișcării laterale în mișcare de înaintare. Avantajul acestui procede constă în faptul că labele nu depind una de alta în realizarea mișcării de înaintare. De aceea, acesta este singurul procedeu la care se poate înota cu o singură labă.